# 玫瑰月
玫瑰月，是天主教獻給聖母瑪利亞的月份，為西曆10月。基督徒會念《玫瑰經》，效法聖母的德行和請求代禱，並指導信徒信從及依靠基督。

## 沿革

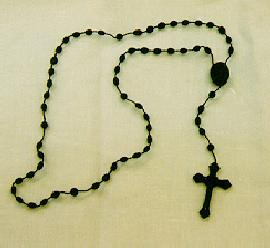
唸珠

玫瑰月源於《玫瑰經》。在12世紀，相傳聖母顯現給聖多明我，教導聖多明我用串珠念《玫瑰經》，並為陷入異端思想的人禱告。但亦有人考據是來源自15世紀另一位普魯士的多明我受聖母啟示。
1571年，教友因為歐洲被入侵而誠心念《玫瑰經》。結果10月7日大獲全勝後，教會便定此日為玫瑰聖母節。後來相傳聖母在花地瑪顯現，稱自己為「玫瑰經之后」。自此教會便傳統定10月做玫瑰月，鼓勵教友念《玫瑰經》為禮儀。